# Vorkbeen

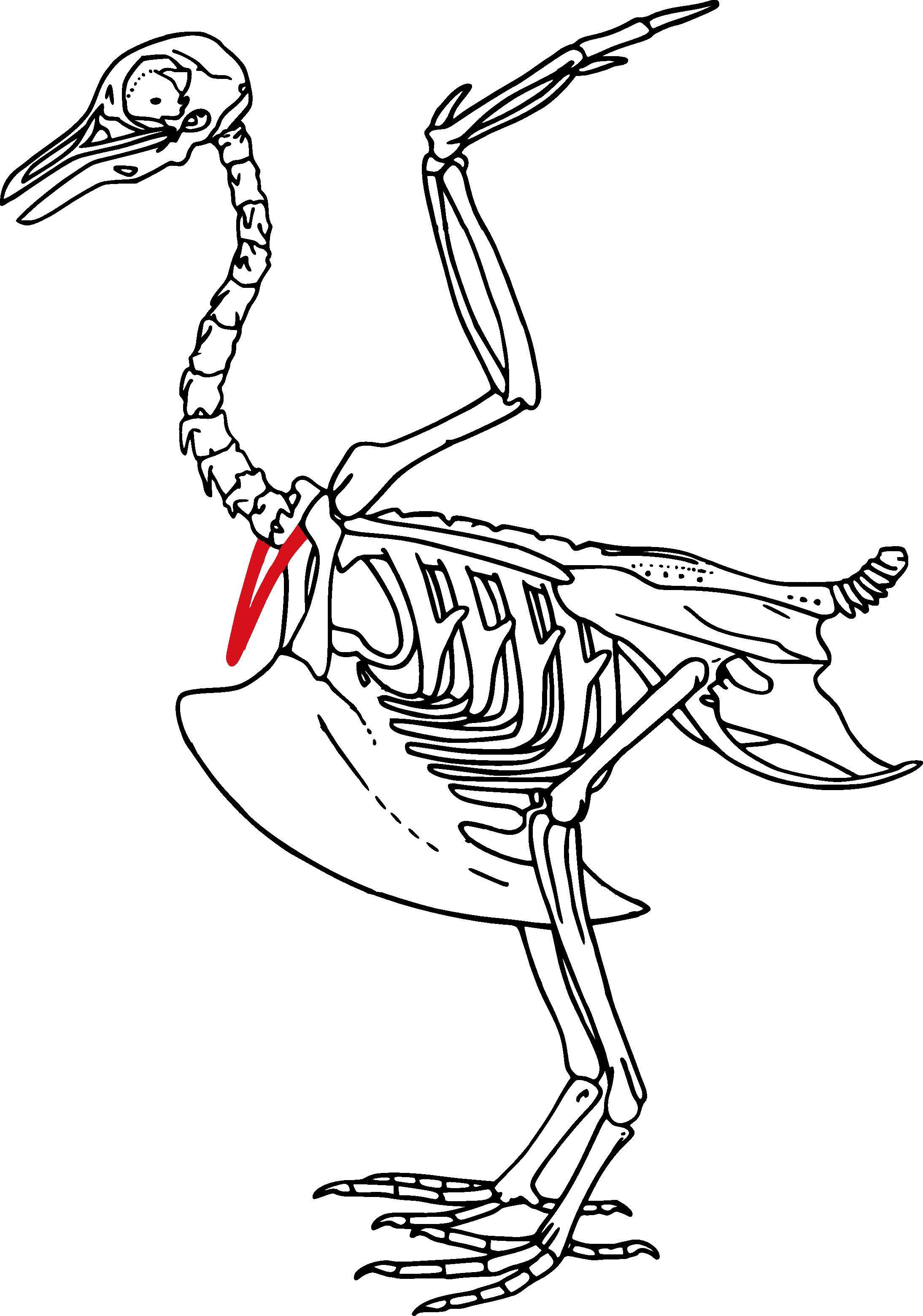
Vorkbeen (rood) in het skelet van een vogel

Het vorkbeen of furcula (Latijn: furcula is een verkleiningsvorm van furca ‘vork’) is een vorkvormig bot dat voorkomt bij vogels en bij bepaalde andere (tweevoetige) dinosauriërs die behoren tot de Theropoda. Het bot zit aan de voorzijde van de romp en is evolutionair ontstaan uit de vergroeiing van de sleutelbeenderen van een reptiel. Het bot geeft stevigheid aan de romp en heeft een belangrijke functie om de krachten van de vleugels tijdens het vliegen over te brengen.